# شرکت مهندسی ساخت‌وساز دولتی چین
شرکت مهندسی ساخت‌وساز دولتی چین (به چینی: 中国建筑工程总公司) شرکت دولتی ساخت‌وساز چینی است، که به‌عنوان دومین شرکت خدمات ساخت‌وساز جهان شناخته می‌شود. این شرکت به‌عنوان پیمان‌کار پروژه‌های ای‌پی‌سی در زمینه مهندسی و طراحی، برنامه‌ریزی، اجرا و مدیریت پروژه‌های املاک و مستغلات، زیرساخت‌های شهری و صنعتی فعالیت می‌کند.
شرکت مهندسی ساخت‌وساز دولتی چین در سال ۱۹۸۲ تأسیس شد. دفتر مرکزی این شرکت در شهر پکن قرار دارد و بخشی از سهام آن در بازار بورس شانگهای معامله می‌شود. از پروژه‌های تکمیل‌شده شرکت مهندسی ساخت‌وساز دولتی چین می‌توان به: فرودگاه بین‌المللی هنگ‌کنگ، دانشگاه صنعتی نانیانگ، هتل‌های کمپینسکی پکن، مرکز ملی ورزش‌های آبی پکن، پوسکو پلازا و فرودگاه بین‌المللی بایون گوآنگجو اشاره کرد.